# 内藤いづみ
内藤 いづみ（ないとう いずみ、1956年 - ）は、日本の医師、評論家。山梨県西八代郡六郷町（現・市川三郷町）出身。山梨大学教育学部附属中学校、山梨県立甲府南高等学校、福島県立医科大学医学部卒業。三井記念病院内科、東京女子医科大学病院第一内科等に勤務。1986年から英国プリンス・オブ・ウェールズ・ホスピスで研修を受け、1995年甲府市にふじ内科クリニックを設立、院長。日本ホスピス・在宅ケア研究会理事。大正大学客員教授。

## 著書
- 『あした野原に出てみよう 在宅ホスピス医のノートから』オフィス・エム　1997　みみずく叢書
- 『あなたと話がしたくって 内藤いづみ対談集』オフィス・エム　2001
- 『笑顔で「さよなら」を 在宅ホスピス医の日記から』ベストセラーズ　2002
- 『あなたを家で看取りたい 安らかで幸せな死を迎えるために』ビジネス社　2003
- 『最高に幸せな生き方死の迎え方』講談社　2003
- 『あなたが、いてくれる。 在宅ホスピス医いのちのメッセージ』佼成出版社　2005
- 『「いのち」の話がしたい 内藤いづみ対談集』佼成出版社　2007
- 『最高に幸せな生き方と死の迎え方』オフィスエム　2009
- 『しあわせの13粒』まつおかさわこ絵　ひと休み出版 2009
- 『いのちの歳時記 在宅ホスピス医の宝石箱』美川瑛一写真　愛智出版　2012

## 共編著
- 『ホスピス最期の輝きのために Choice is yours』鎌田實、高橋卓志共著　オフィス・エム　1997
- 『往復書簡 いのちに寄りそって』米沢慧共著　オフィス・エム　1999
- 『在宅ケアをしてくれるお医者さんがわかる本 全国版 在宅ケア医年鑑 1999年版』和田努編 梁勝則共著　同友館　1999
- 『往復書簡 いのちのレッスン』米沢慧共著　雲母書房　2009
- 『いい医者いい患者いい老後 「いのち」を見つめる二人旅』永六輔共著　佼成出版社　2010
- 『最高の一日最良の最期 やっぱり病院!それとも在宅?』柏木哲夫共著　佼成出版社　2011

## 番組出演
- 『あなたを家で看取りたい～在宅ホスピス医 内藤いづみ～』テレビ山梨　2006年12月30日[2]